# 2-Chlor-4-nitroanilin
2-Chlor-4-nitroanilin ist eine chemische Verbindung aus der Gruppe der Nitroaniline. Der brennbare Feststoff bildet gelbe Nadeln.

## Verwendung
Ende der 1980er Jahre lag die Jahresproduktion von 2-Chlor-4-nitroanilin in der Deutschland noch bei 1500 Tonnen, wovon ca. 90 % als Zwischenprodukt für die Synthese von Azofarbstoffen verwendet wurde.
2-Chlor-4-nitroanilin entsteht vermutlich bei der Hydrolyse von Niclosamid.